# Крижень
Кри́жень звича́йний, качка звичайна або крижень (Anas platyrhynchos) — вид птахів родини качкових (Anatidae) ряду гусеподібних (Anseriformes). Довжина тіла самця близько 62 см, самиці — близько 57 см, маса досягає 1–1,5 кг (восени, коли птах відгодується перед самим перельотом, його вага може досягати 2 кг). Голова і шия самця зелені, воло і груди коричнево-бурі, спина і черевна сторона тіла сірого кольору з тонкими поперечними плямами. Забарвлення самиці буре з темнішими плямами, черевна сторона буро-сіра з поздовжніми плямами. На крилі у самця і самиці синьо-фіолетове «дзеркало».
Частково перелітний птах. Населяє прісні і злегка солонуваті водойми. В останні роки багато птахів зимують на незамерзних водоймах у великих містах та їхніми околицями.
Крижень є одним з основних предметів спортивного, а місцями — промислового полювання. Від крижня шляхом селекції виведено більшість сучасних порід свійських качок, окрім тих, які було отримано від мускусної качки.

## Систематика
Перший науковий опис крижня було зроблено 1758 року шведським лікарем і природодослідником Карлом Ліннеєм в 10-му виданні «Системи природи». Лінней невірно відніс самця і самицю крижня до різних видів: самку до виду Anas platyrhynchos («A. macula alari purpurea utrinque nigra albaque, pectore rufescente»), а самця — до виду Anas boschas («A. rectricibus intermediis (maris) recurvatis, rostro recto»).
Відноситься до класичного підроду Anas, що об'єднує крижнів у складі роду Качка, який є монофілетичною (у ширшому сенсі, не голофілетичною) групою.

## Опис

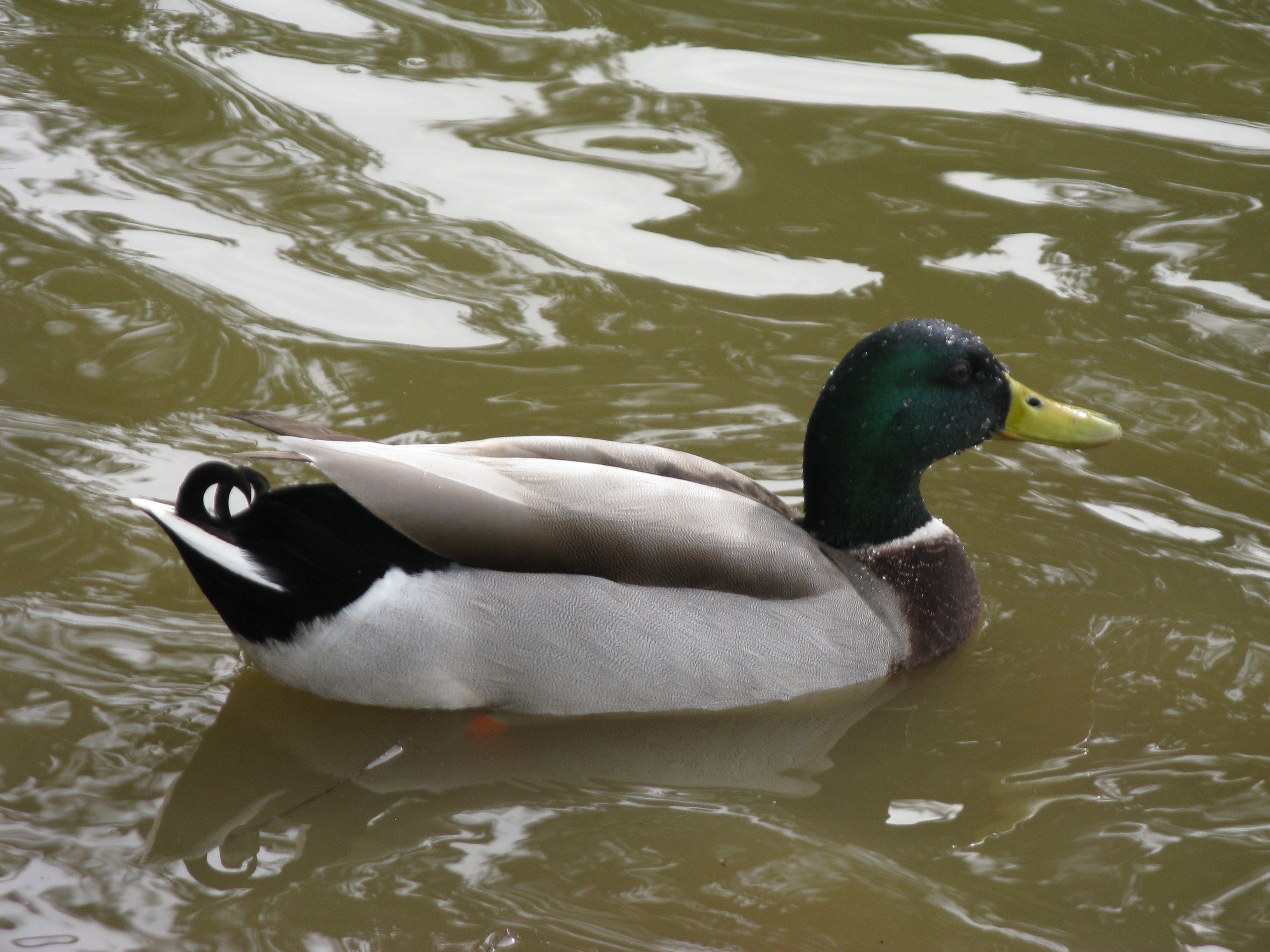
Самець крижня широким планом. Добре видно хвостовий завиток

Досить велика, кремезна річкова качка з великою головою і коротким хвостом. Довжина 51–62 см, розмах крил 80–100 см, крило самців 27,5–30,6 см, крило самок 25,2–28,5 см, вага 0,75–1,5 кг. Дзьоб плаский, широкий з добре розвиненими гребенями рогових пластинок по краях. Колір дзьоба відрізняється у самців і самиць. У качурів у шлюбному оперенні він вохристо-оливковий в основі і більш вохристий або жовтий на кінці, має досить широкий чорний нігтик. У дорослих качок колір дзьоба найчастіше різниться від оливкового до темно-сірого з помаранчевими краями, але може бути і повністю помаранчевим. В основі дзьоба самиці завжди присутні кілька дрібних чорних цяток.
У крижнів, як й у більшості інших видів качок, в оперенні добре виражений статевий диморфізм (зовнішні відмінності між самцями і самками), особливо помітний взимку і навесні, коли у качок утворюються пари. У шлюбному оперенні качур номінативного підвиду має блискучу темно-зелену голову і шию, що закінчується вузьким білим «нашийником» (в задній частині шиї ошийник має розрив), буро-сіру спину з дрібними темними штрихами, в задній частині набуває темнішого, чорно-бурого кольору, чорне надхвістя, шоколадно-коричневі груди і сіре черево з поперечним хвилястим візерунком. Крила зверху буро-сірі з яскравим синьо-фіолетовим з білими облямівками дзеркалом, знизу майже білі. Розмір дзеркала збільшується з віком птаху. На хвості є чорний завиток, утворений середніми керманичами. Решта пір'я хвоста пряме, має світло-сіре забарвлення. Влітку після линяння самець стає схожішим на самку, втрачаючи контрастність і натомість набуваючи переважно чорно-бурі тони. У цей період його можна відрізнити від качки каштановими (але не вохристими) грудьми і жовтим дзьобом. Ноги помаранчево-червоні з темнішими перетинками.

Зовнішній вигляд крижня
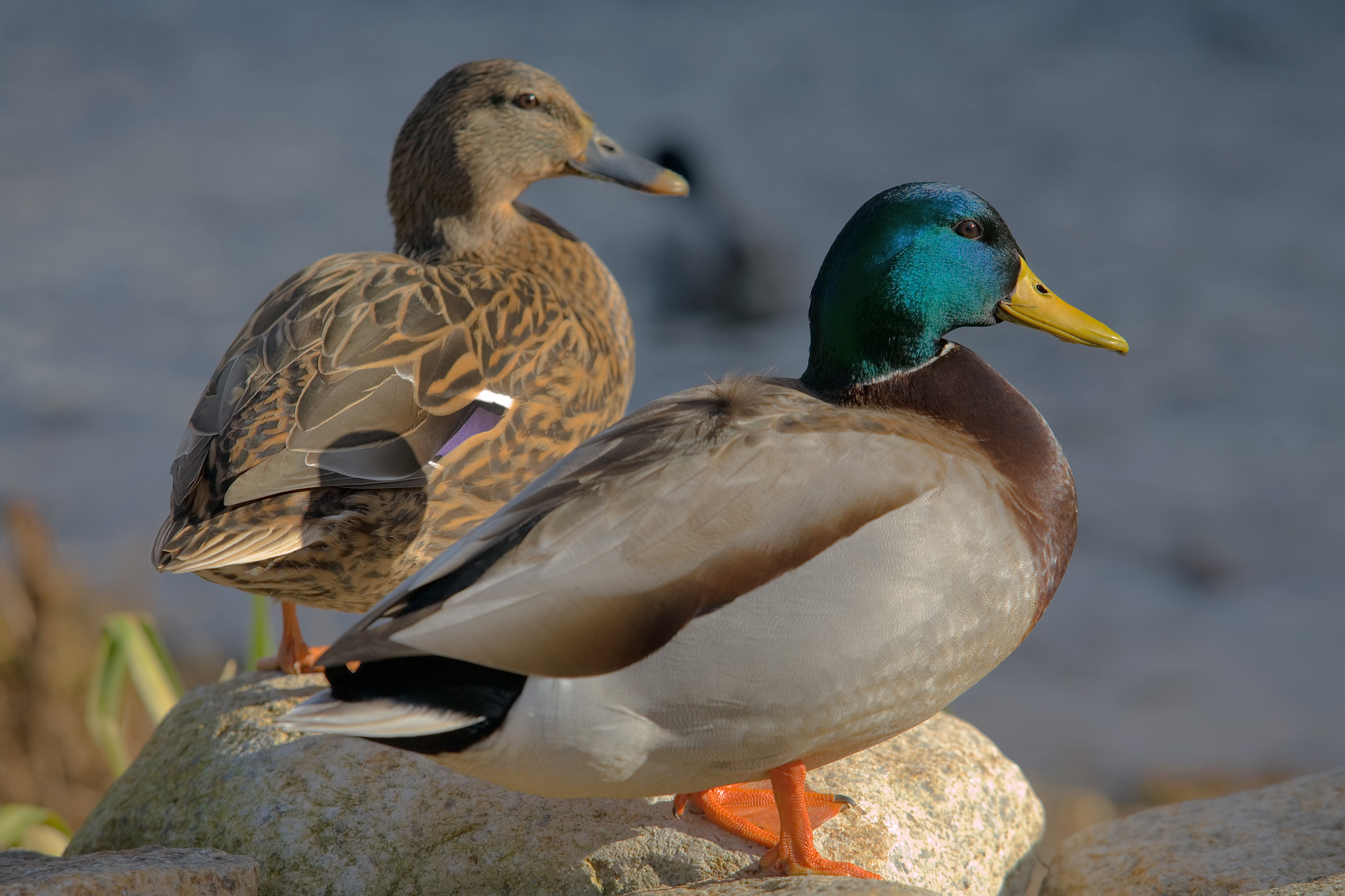
Яскраво виражений статевий диморфізм у крижня
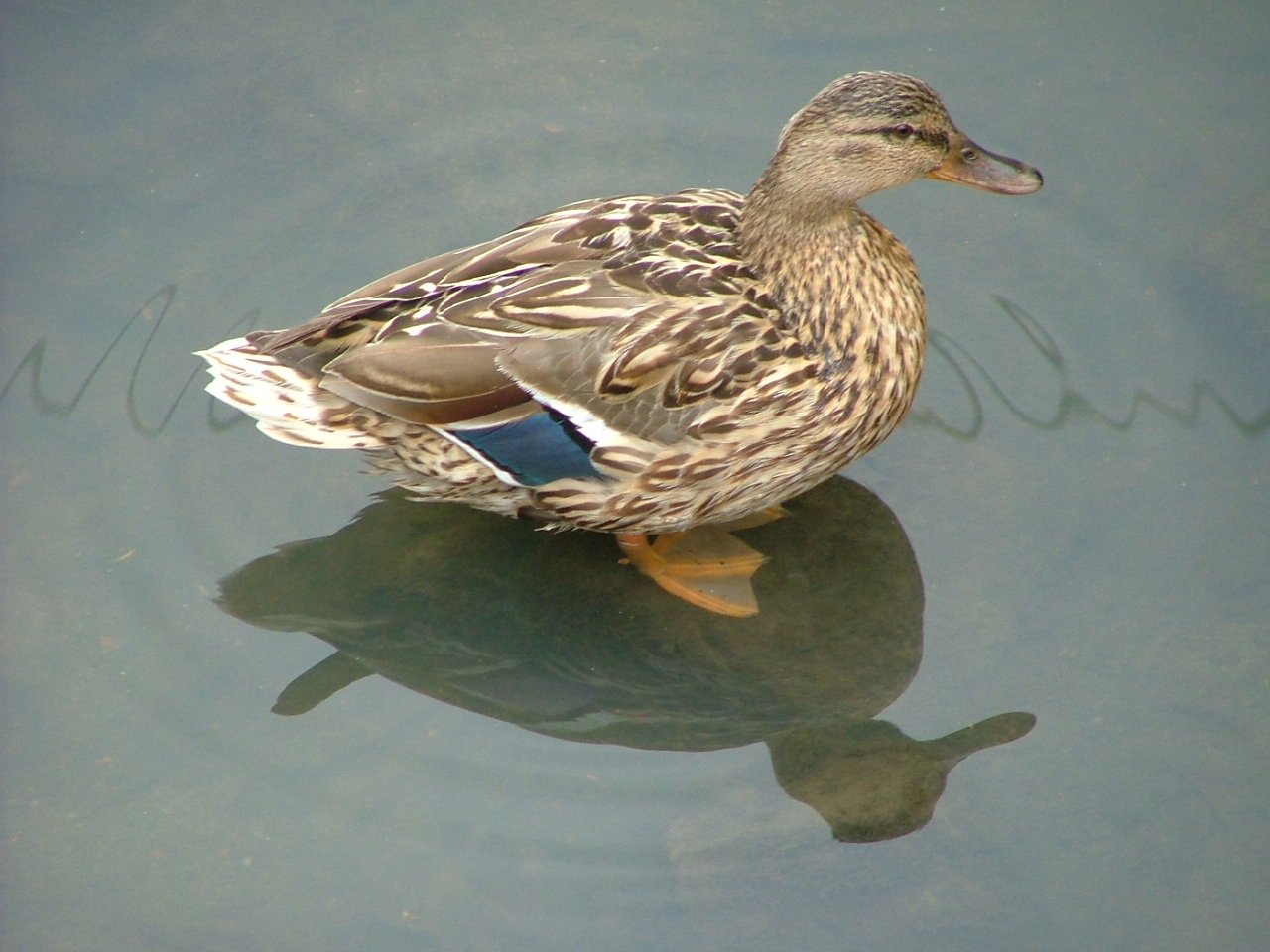
Самиця крижня
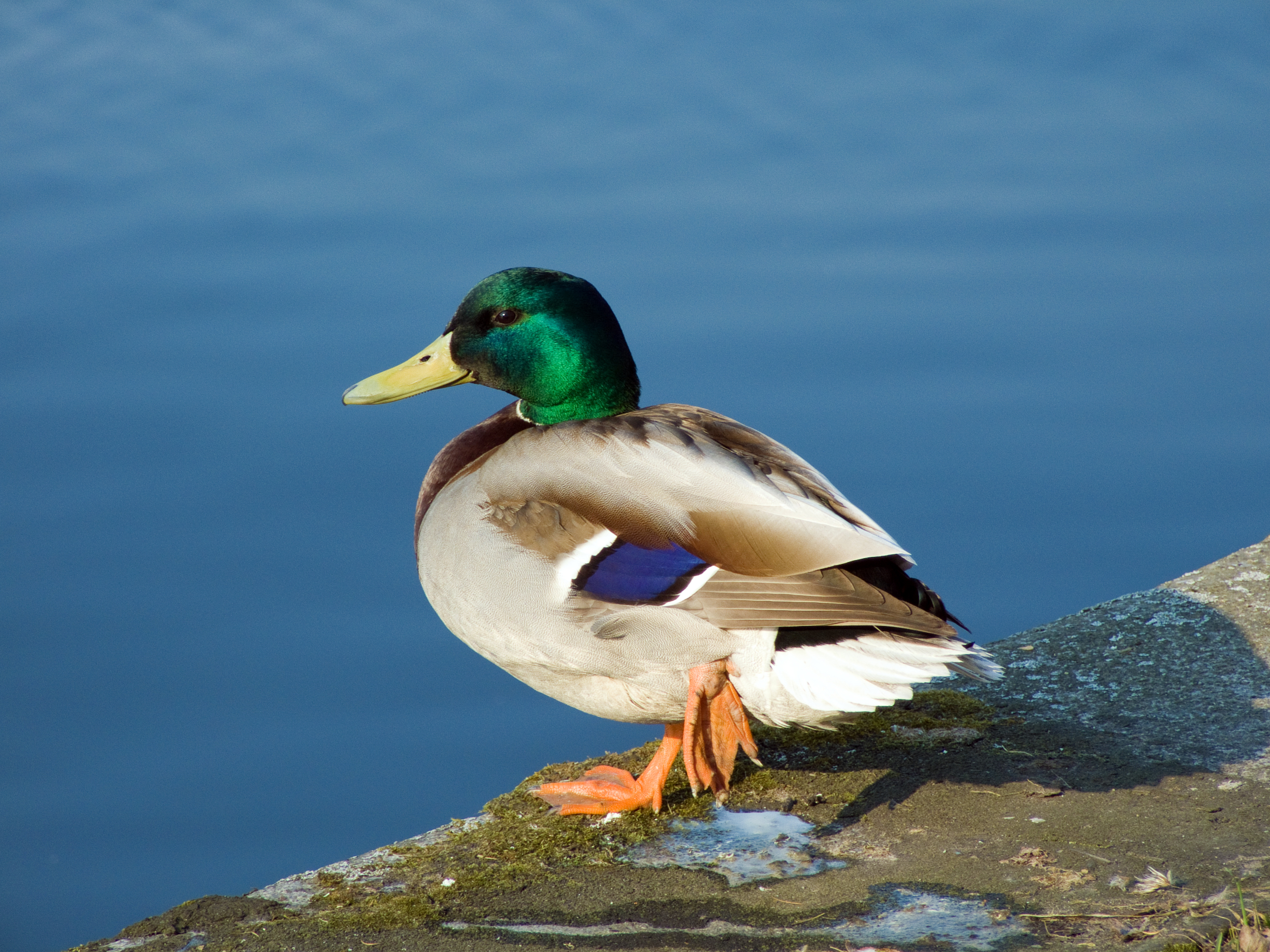
Самець крижня у шлюбному оперенні

Доросла самиця зберігає єдиний малюнок оперення незалежно від пори року. Зовні вона мало чим відрізняється від самок багатьох інших річкових качок — усіх їх об'єднує строкате поєднання чорних, бурих і рудих тонів у верхній частині тіла. Низ, підхвістя і надхвістя вохристі або рудувато-бурі, з розпливчастими темно-бурими плямами. Груди мають вохристе, солом'яне забарвлення. Відмінні ознаки — таке ж, як у самця, блискуче дзеркало на крилі, темна смужка через око й така ж світла над ним. Ноги блідіші в порівнянні з самцем — брудно або блідо-помаранчеві. Молоді птахи незалежно від статі більше схожі на самку, відрізняючись від неї більш тьмяним оперенням і меншою плямистістю знизу. До того ж у мо́лоді темні крапки на тілі поздовжні, а не V-подібні і розподіляються у вигляді поздовжньо-смугастого візерунка.
У польових умовах визначення самця у шлюбному оперенні зазвичай не викликає труднощів. В інших випадках основна відмінність від близьких видів — синьо-фіолетове дзеркало з білими облямівками, добре помітне у птахів у польоті обох статей. Від чорного крижня відрізняється малюнком дзьоба (у чорного крижня він чорний з жовтою вершиною) і відсутністю білої плями на крилі, від інших річкових качок — більшими розмірами і синім дзеркалом.

### Вокалізація
Звичайний голос — тихе крякання «реб-реб-реб». Голос самиці — крякання, як у свійської качки. У самця замість крякання приглушений оксамитовий звук «шааак» або «шааарк».
При переляку крякання протяжніше, а перед злетом тихе і поквапливе. В осінню і зимову пори голос самки, що кличе самця, — гучне «куак-куак-куак-куак-куак». Під час залицяння за самками качури видають високий, але хрипкий свист за допомогою сиринксу — кісткового утворення в нижній частині трахеї.

## Поширення

### Ареал
Крижень широко поширений у північній півкулі. Гніздиться як в арктичних широтах на північ до 70° с. ш., так і в теплому субтропічному кліматі на південь до 35° с. ш. в Північній Африці і до 20° с. ш. на Близькому Сході.

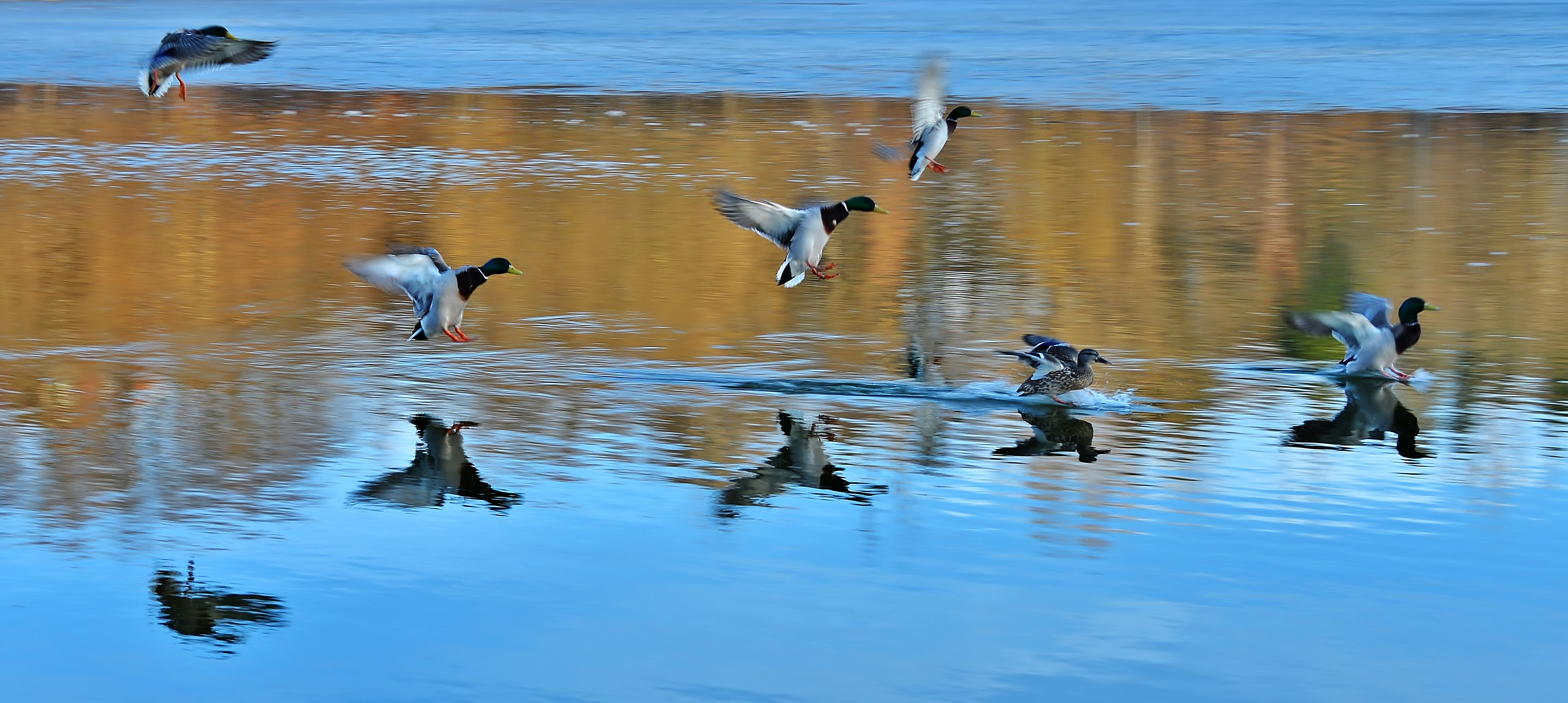
Крижні сідають на воду

В Європі селиться майже повсюдно, за винятком високогірних районів в центральній частині, Скандинавії на північ від 70° с. ш. і смуги безлісої тундри Росії. Гніздиться усією території України, крім високогір'їв, мігрує скрізь. У Сибіру поширений на північ до Салехарда, Туруханська, середньої течії Нижньої Тунгуски, півострова Тайгонос на Охотському морі і Північної Камчатки. В Азії на південь до Малої Азії, Ірану, Афганістану, південних схилів Гімалаїв, китайської провінції Ганьсу і Бохайваньської затоки Жовтого моря. За межами материка гніздиться на Командорських, Алеутських, Прібилова, Курильських островах, на Японських островах на південь до середньої частини острова Хонсю, а також на Гаваях, Ісландії та Гренландії.
У Північній Америці на півночі є відсутним в області тундри і східній частині материка на південь до Нової Шотландії і американського штату Мен. На півдні досягає Південної Каліфорнії та інших прикордонних з Мексикою штатів США, але там не гніздиться і зустрічається лише в зимовий час.
За межами природного ареалу інтродукований у Південній Африці, Новій Зеландії і Південно-східній Австралії, де вважається інвазійним (таким, що порушує місцеву екологію) видом.

### Сезонні міграції

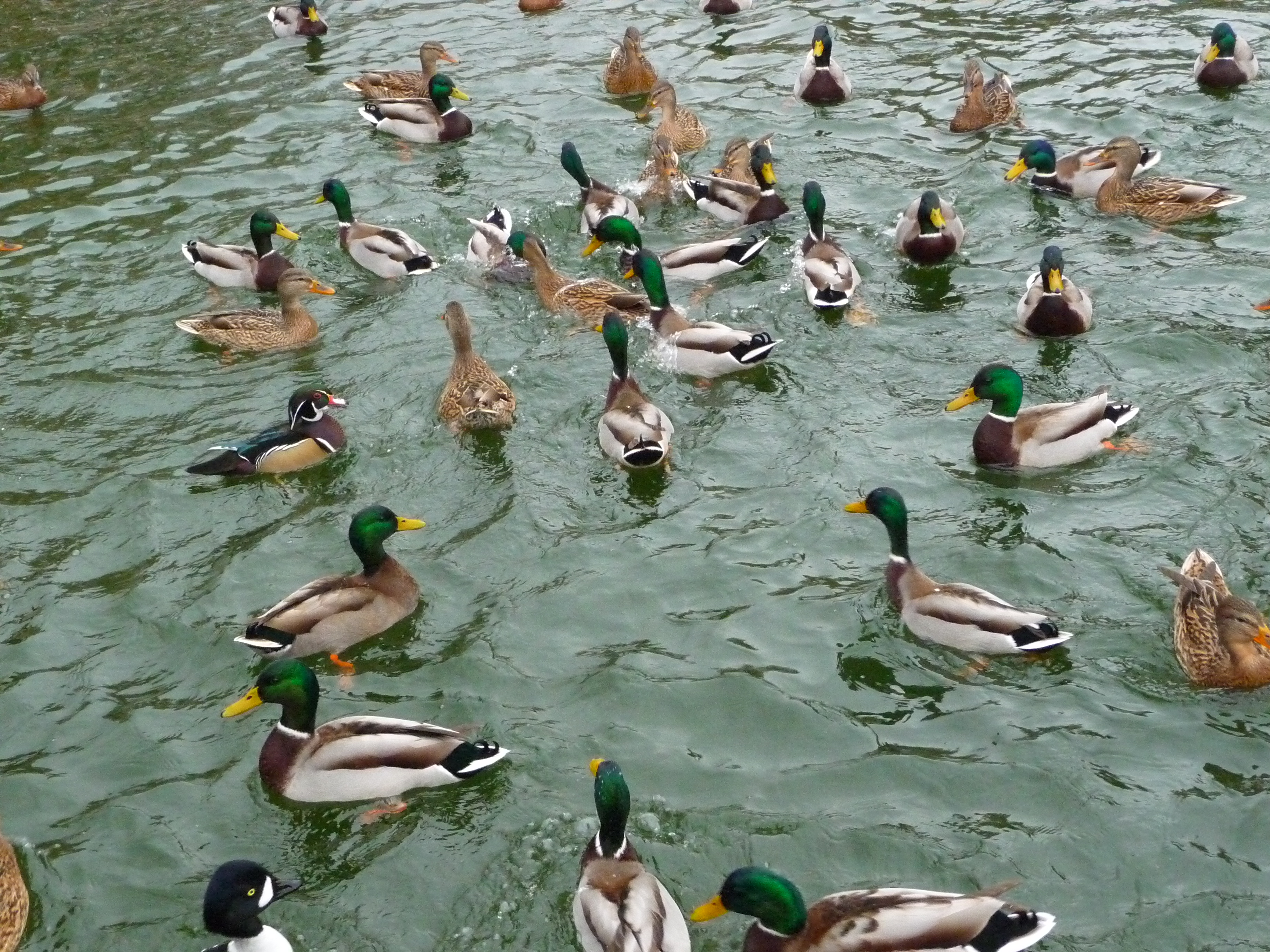
Скупчення крижнів на зимівлю

Частково перелітний вид. Популяція Гренландії, зосереджена у прибережній смузі на південному заході острова, веде осілий спосіб життя. В Ісландії велика частина птахів також не покидає острів, решта зимує на Британських островах. Більшість птахів, що гніздяться на північному заході Росії, у Фінляндії, Швеції та країнах Балтії, переміщається на узбережжя Західної Європи від Данії на захід до Франції і Великої Британії. Інша частина, численніша в теплі роки, залишається зимувати в місцях гніздування. На іншій частині Європи крижні переважно осілі.
Східніші популяції півночі європейської частини Росії мігрують до басейну Дону, на Північний Кавказ, до Туреччини і східне Середземномор'я. Із Західного Сибіру крижні зимують у широкому діапазоні від Балкан на заході до Прикаспійської низовини на сході, одиниці летять значно далі, досягаючи дельти Нілу. Популяції, що гніздяться в басейнах Іртиша й Обі, переміщаються головним чином в прибережні райони Каспію і в республіки Середньої Азії. Птахи, що гніздяться у північно-східній Азії і на Далекому Сході, зимують на Японських островах.
У Гімалаях крижень здійснює сезонні кочівлі, взимку спускаючись у менш сніжні долини. У Північній Америці межа між перелітними та осілими популяціями проходить приблизно уздовж американо-канадського кордону. Райони зимівель за межами гніздового ареалу — південно-східні штати США, Каліфорнія, Аризона, Нижня Каліфорнія, прилеглі до Мексиканської затоки штати Мексики, деякі острови Карибського моря.
Поза сезоном розмноження — в лінних скупченнях, на прольоті й у місцях зимівлі крижні тримаються зграями, розмір яких може різнитися від декількох одиниць до декількох сотень і навіть тисяч особин.

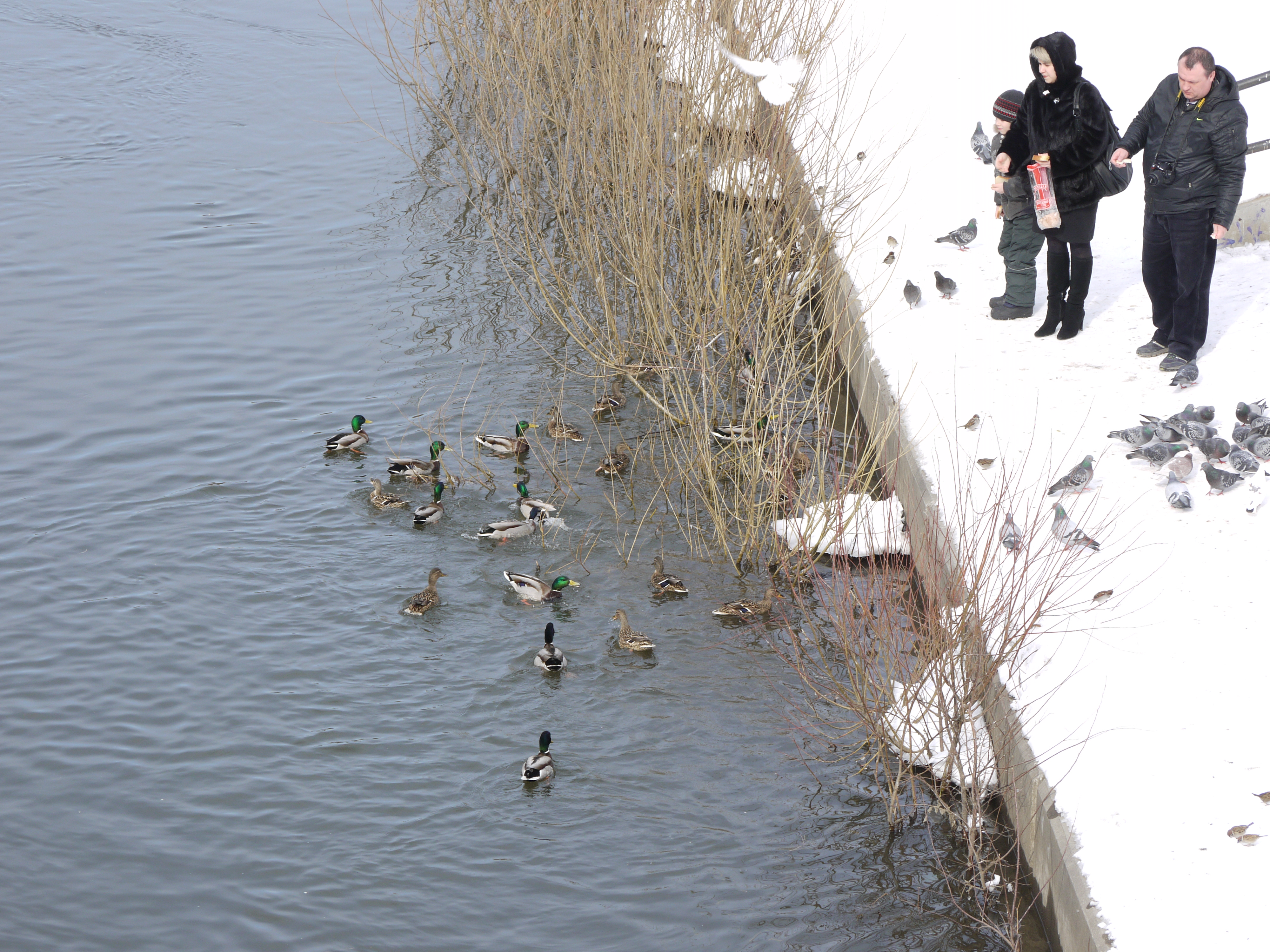
Підгодівля диких качок зимою в Єкатеринбурзі

У багатьох великих містах, зокрема у Києві, Москві та Санкт-Петербурзі, утворилися популяції осілих урбанізованих качок, що гніздяться у самому місті або його околицях. У Західній Європі гніздування крижнів на горищах і в усіляких нішах міських будівель вже не є рідкістю. Так, на даху одного п'ятиповерхового будинку в центральній частині Берліна дика качка влаштовувала гніздо три роки поспіль. Виникнення осілих популяцій крижнів в великих містах пов'язано з наявністю незамерзних водойм, підгодівлею птахів людьми і відсутністю багатьох природних ворогів.

### Місця існування
Крижень є звичайним у середній лісовій зоні і лісостепу, стає рідкісним біля північних меж деревної рослинності, в горах й у більшості пустель.

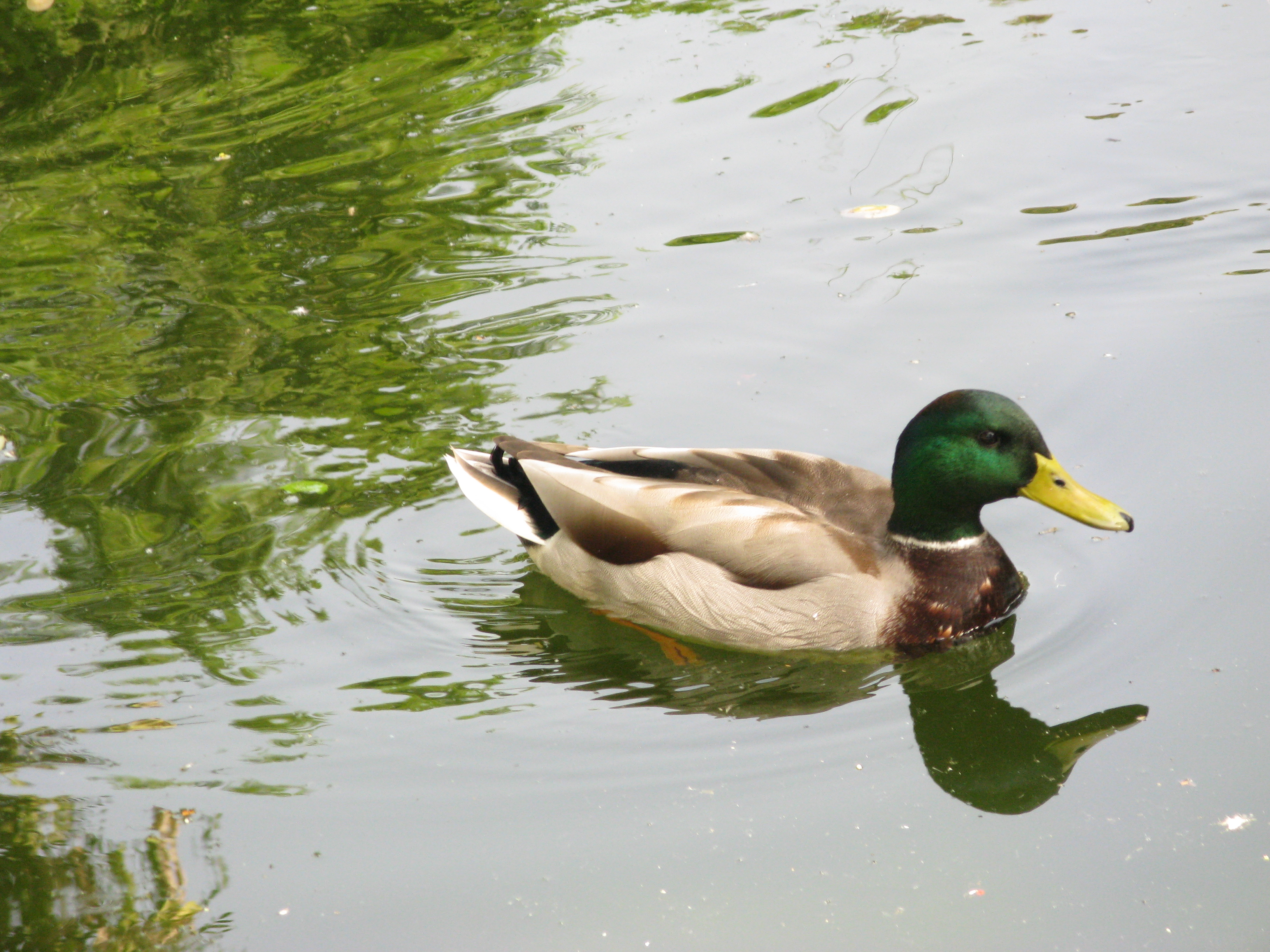
Качур у водоймі

Населяє найрізноманітніші водойми з прісною, солонуватою або солоною водою і неглибокими ділянками, однак уникає озер із зовсім голими берегами, струмки, гірські річки та інші потоки зі швидкою течією, а також оліготрофні (ті, що містять мало органічних речовин) водойми. У гніздовий період віддає перевагу внутрішнім прісноводним водоймам зі стоячою водою і з зарослими комишем, очеретом, рогозом чи іншою високою травою берегами. У лісотундрі селиться переважно в лісистих ділянках біля річок, в лісовій смузі часто заселяє озера-стариці в лісистих заплавах, однак уникає вузьких лісових струмків. У лісостепу також часто гніздиться на осокових болотах. Серед пустель зустрічається вкрай рідко, в основному в заболочених місцевостях. Поза сезоном розмноження часто тримається в естуаріях рік і на морських затоках уздовж узбереж. Є терпимим до людини, часто зустрічається на міських ставках, водосховищах і зрошувальних каналах.
На Алтаї піднімається до 2250 м над рівнем моря, де селиться на озерних плато. На південній межі ареалу гніздиться виключно в горах — у Середньому Атласі на півночі Африки (до 2000 м), Гімалаях (до 1300 м), в Пенджабі і Кашмірі, плато Камікусі (до 1400 м) в Японії.
Його можна побачити на озерах, в морських затоках, на берегах спокійних рівнинних річок, на болотах, заплавних луках, й неподалік тимчасових весняних калюж.

## Розмноження
Більшість птахів заходяться розмножуватись починаючи з однорічного віку. В осілих популяціях розбивка на пари відбувається восени, в інших — навесні після прибуття до місць гніздування. Оскільки багато перелітніх самиць зимують у південніших широтах, аніж самці, їхнє повернення припадає на пізніший час. Початок сезону розмноження залежить від широти — на південних кресах ареалу воно припадає на лютий, тоді як у північних — лише на червень. Гніздяться парами чи невеликими вільними гуртами.

### Шлюбні ритуали

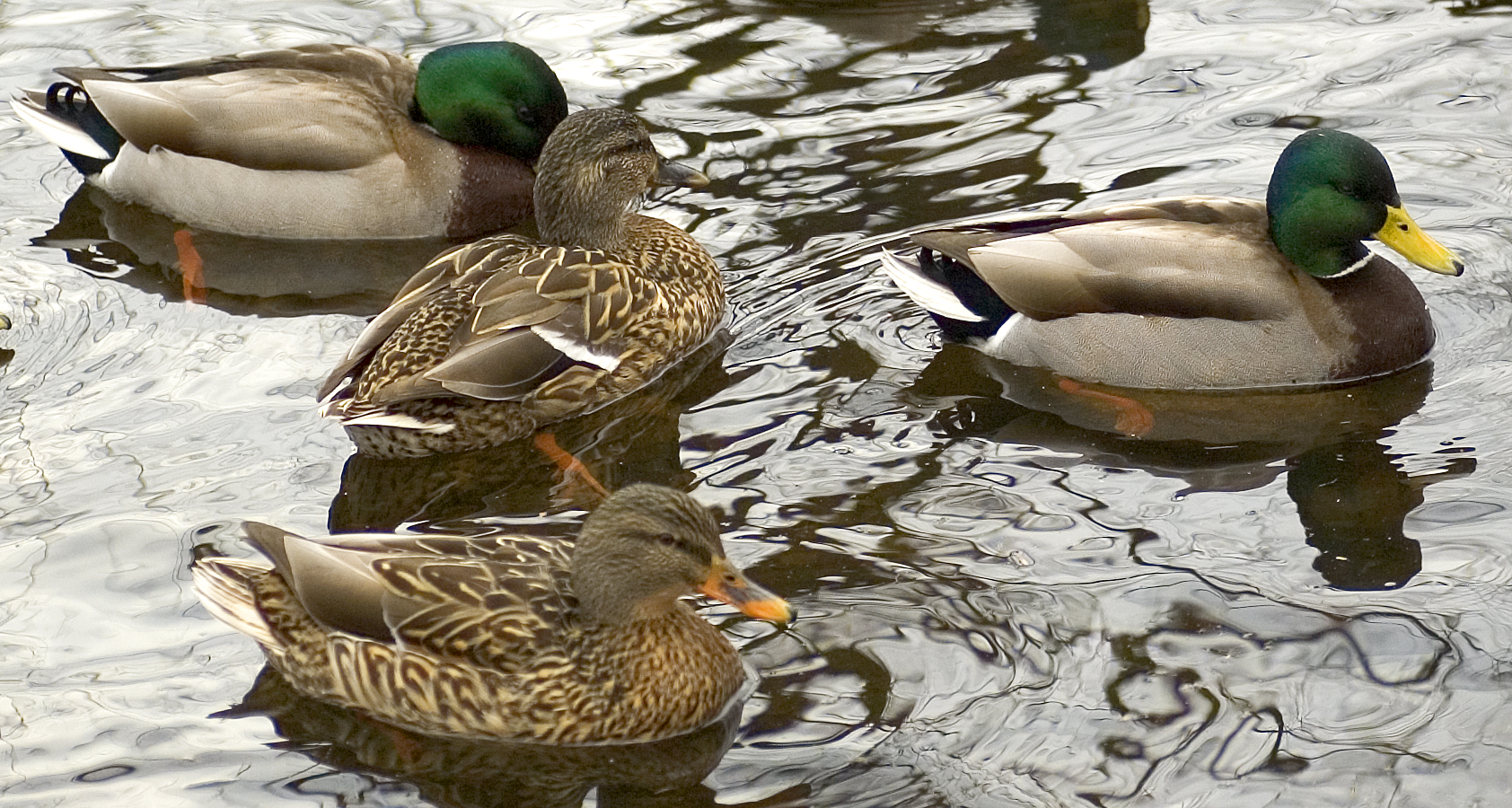
Самки і самці крижня

У весняних зграях, зазвичай, більше качурів, аніж самиць — пояснюється великим відсотком загибелі останніх під час насиджування і виведення потомства. Це нерідко призводить до суперництва двох і більше качурів за право володіння самкою, бійкою між ними і навіть спроб злягання з самицею, котра вже утворила пару з іншим качурем. Агресивність кількох самців іноді призводить до того, що качки тонуть під їхньою вагою.
Качури починають токувати вже після осінньої линьки у вересні. Коротка кульмінація випадає у жовтні, після чого активність птахів зменшується і згасає під кінець зими. З початком весни жвавість самців збільшується знову і продовжується до травня. Вдавана поведінка качурів притаманна для багатьох представників сімейства качиних. Токуючі самці збираються невеликими групами на воді та плавають навколо обраної самки. Спочатку шия птаха втягнута в плечі, дзьоб опущений, хвіст смикається. Раптом самець дриґотливо викидає голову вперед і вгору, зазвичай тричі поспіль протягом кількох секунд. Напруженість руху зростає, і на останньому кидку самець нерідко піднімається над водою, опиняючись майже дибом та розправляючи крила. Часто дія супроводжується своєрідним різким свистом і фонтаном бризок, які самець виштовхує різким рухом дзьоба. Помітивши підхожу самку, він закидає перед нею голову, ховає її за злегка піднесене крило і різко проводить кігтиком дзьоба по крилу, видаючи брязкітний звук.
Іноді це качка вибирає качура — плаває навколо нього і багато разів киває головою назад, ніби «через плече». Спарювання також супроводжується безліччю ритуальних рухів: пара віддаляється від зграї і починає виконувати посмикування головою знизу вгору, дзьоб при своєму нижньому положенні торкається води, постійно залишаючись майже горизонтальним. Потім самка витягує шию, розпластуючись на воді перед качурем, він дереться на неї збоку і тримається дзьобом за пір'я шиї. Після парування самець випрямляється і здійснює на воді «коло пошани» навколо самки. Потім обидва крижня довго купаються і обтрушують з пір'я воду.

### Гніздо

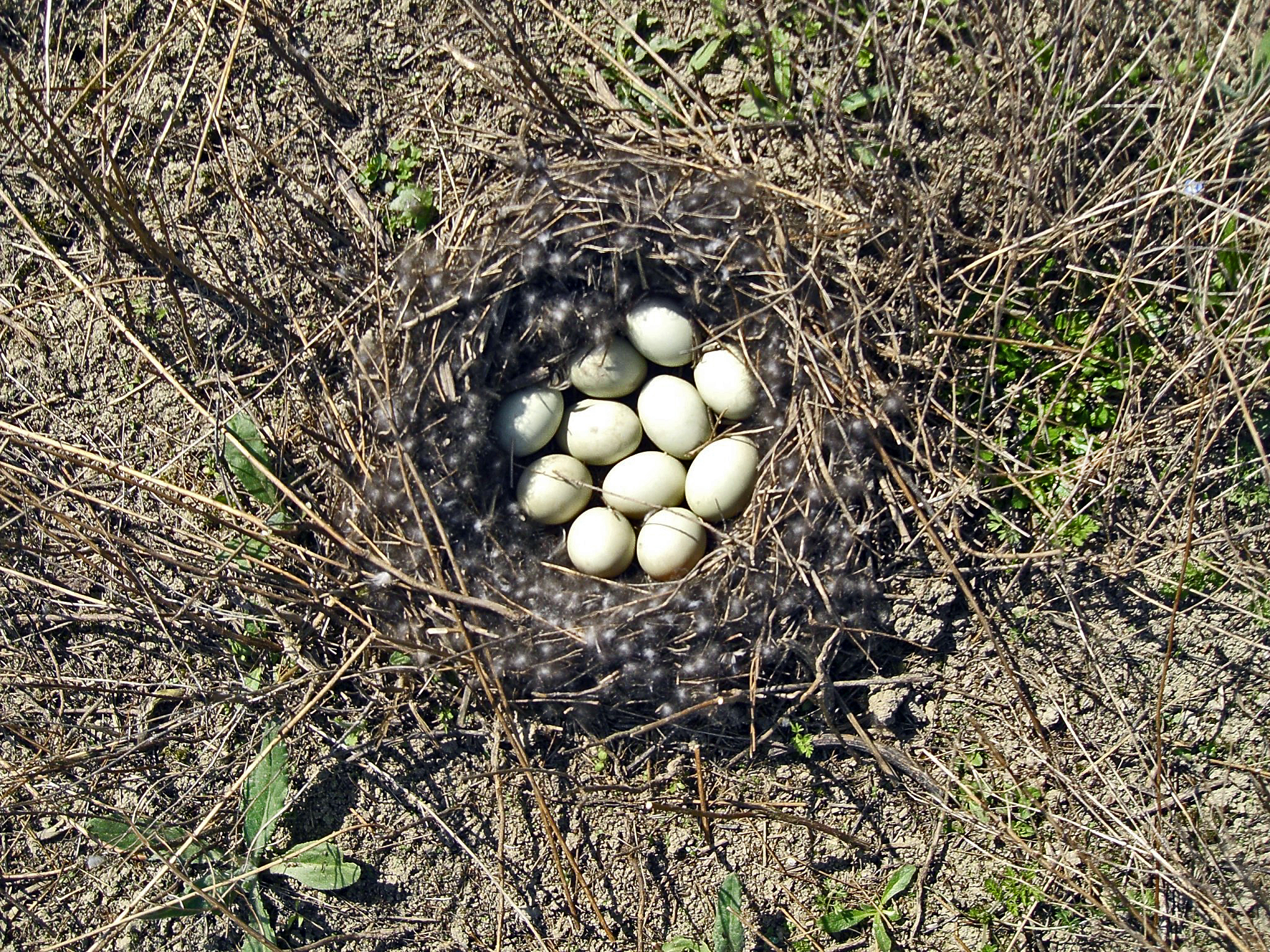
Гніздо крижня

Як правило, самець охороняє місцевість та тримається біля самки лише до того часу, коли вона почне висиджувати яйця. Відомі випадки, коли качури під час насиджування перебували окрай гнізда, а потім брали участь у вихованні пташенят. Проте переважна більшість самців у гніздових турботах не бере участі, у середині чи кінці інкубації збиваються в одностатеві зграї і відлітають на післяшлюбну линьку. Кладка відбувається з початку квітня (на півдні ареалу) та пізніше.
Гніздо зазвичай є добре укритим і розташовується неподалік води, але іноді може бути і на значній відстані від неї. Воно нерідко влаштовується в чагарниках очерету чи комишу, на купинниках, на сплавинах, під деревами, кущами, серед бурелому і хмизу. Іноді качка гніздиться над поверхнею землі — у дуплах, напівдуплах, іноді у старих гніздах ворон, сорок, чапель та інших великих птахів. При розмноженні на землі гніздо є поглибленням у землі чи траві, обабіч рясно викладене пухом. У сухих місцях воно рівне і глибоке, лише злегка вистелене м'якою і сухою травою. Ямку качка поглиблює дзьобом і вирівнює її грудьми, довго крутячись на одному місці. Сировину для вистилання далеко не носить, а бере здебільшого ту, яку можна дістати дзьобом, не сходячи з гнізда. У сирих і вологих місцях крижень спочатку споруджує велику купу з трави, тростини тощо, а вже в ній створює гніздову ямку. Діаметр гнізда 200—290 мм, висота бортиків над землею 40–140 мм, діаметр лотка 150—200 мм, глибина лотка 40–130 мм.
В облаштуванні гнізда самець, як правило, участі не бере, але може супроводжувати самку до гнізда, коли та прямує для кладки чергового яйця. Перші яйця відкладаються в іще не завершене гніздо, і в міру збільшення кладки самка додає до нього що-нову порцію пуху, який висмикує зі своїх грудей. Пух укладається на кромці гніздового лотка, кільцем, утворюючи своєрідні бортики, що прикривають з боків качку, що насиджує. Ідучи з гнізда, самка прикриває яйця пухом, чим сприяє збереженню тепла за час її відсутності.
Відкладання яєць у крижнів починається дуже рано: в залежності від ареалу, на початку квітня — травня. Строки початку відкладання яєць у крижнів на півночі і півдні ареалу різняться значно менше, ніж строки прильоту птахів до цих же районів. За першого періоду насиджування самка сходить з гнізда для годівлі і відпочинку вранці й увечері, але під довершення висиджування покидає гніздо неохоче навіть у разі небезпеки, підпускає людину впритул і вилітає з-під самих ніг, при пташенятах інтенсивно «відводить». За деякими спостереженнями, у самки, що насиджує, припиняється виділення секрету куприкової залози. Це має велике значення для збереження кладки, тому що від постійного зіткнення з рясно змащеним жиром пером пори шкаралупи можуть закупоритися і газообмін яйця буде порушено. До того ж секрет залози має сильний запах, який може залучити хижаків.
Велика кількість кладок крижня гине внаслідок руйнування гнізд хижаками. Найістотнішу шкоду завдають лисиці та єнотоподібні собаки, круки і болотні луні. У заплавах річок та берегами водоймищ гнізда часто гинуть від раптового затоплення.

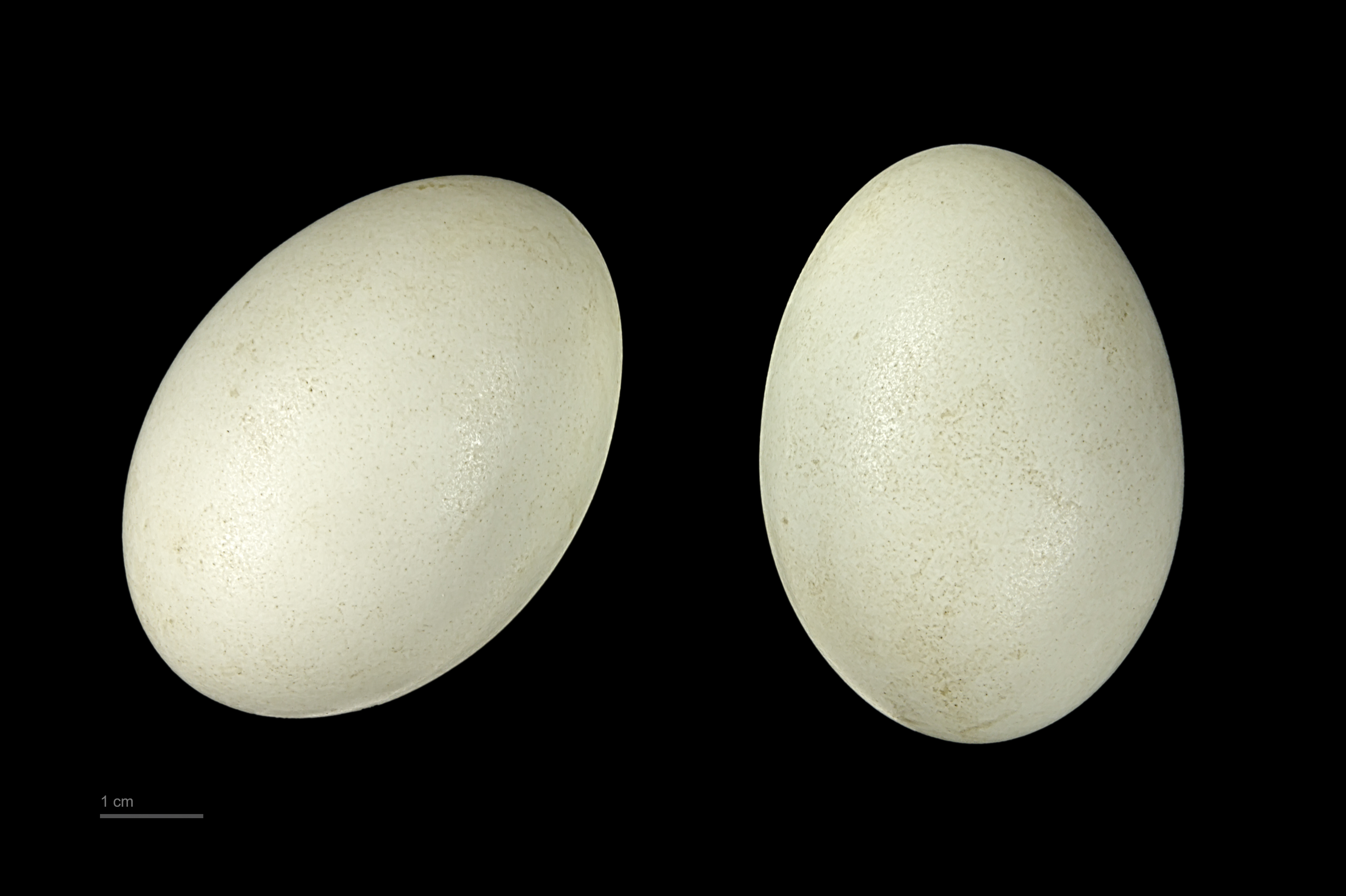
Яйце Anas platyrhynchos (Тулузький музей)

Самиці, що втратили кладку до початку насиджування, зазвичай продовжують відкладати яйця, зносячи їх в одне з розташованих поблизу качиних гнізд, іноді до гнізд інших птахів, наприклад, фазана. У разі втрати кладки качка може побудувати нове гніздо і заново відкласти яйця, проте, як правило, повторна кладка буває меншою за початкову.

### Яйця

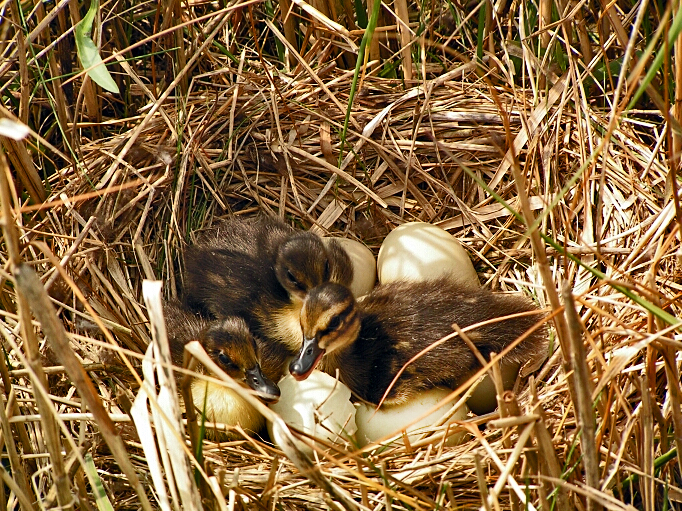
Каченята в гнізді

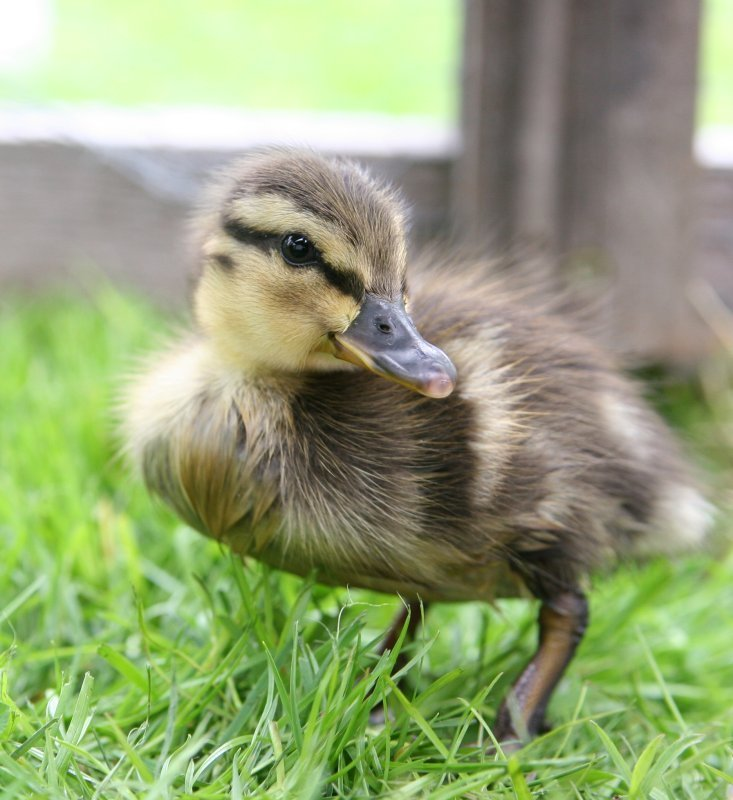
Пташеня крижня

Відкладання яєць відбувається з середини квітня до середини травня. На день самка відкладає по одному яйцю, зазвичай увечері. Насиджування починається з останнього яйця, коли відкладені першими мають добре помітний зародковий диск. Розмір кладки відрізняється в різних частинах ареалу, на півдні число яєць трохи більше. Як правило, кількість яєць у гнізді варіює в межах від 9 до 13. Нерідкими є випадки підкидання від качок, що гніздяться по сусідству, внаслідок чого кладки стають дуже великими — до 16 яєць і більше. Такі гнізда швидко стають безхазяйними та виводок гине. Яйця стандартної форми, із білою із зеленувато-оливковим відтінком шкаралупою. За час насиджування відтінок зазвичай зникає. Яйця з однієї кладки мають подібні розміри і колір, але різні кладки можуть відрізнятися одна від іншої як за величиною, так і за формою яєць. Розміри яєць: 49–67 × 34–46 мм. Маса ненасиджених яєць близько 46 г (40–52 г).
Час насиджування 22–29 днів, у середньому — 28 днів. Усі пташенята вилуплюються майже одночасно — протягом не більше 10, рідше, — 14 годин. Яйця, відкладені останніми, проходять цикл свого розвитку за коротший строк, ніж попередні.

### Пташенята

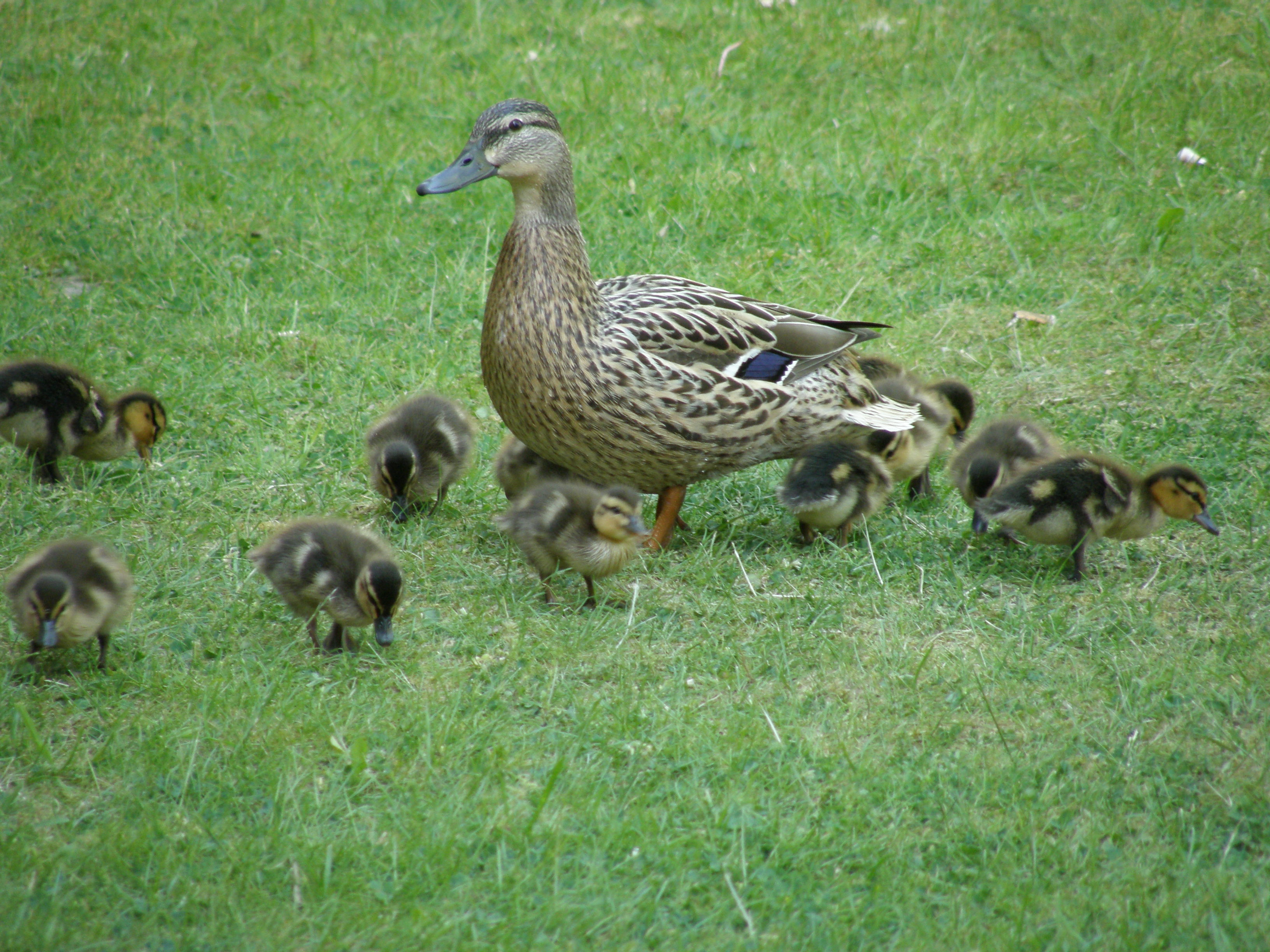
Матір з каченятами на лузі

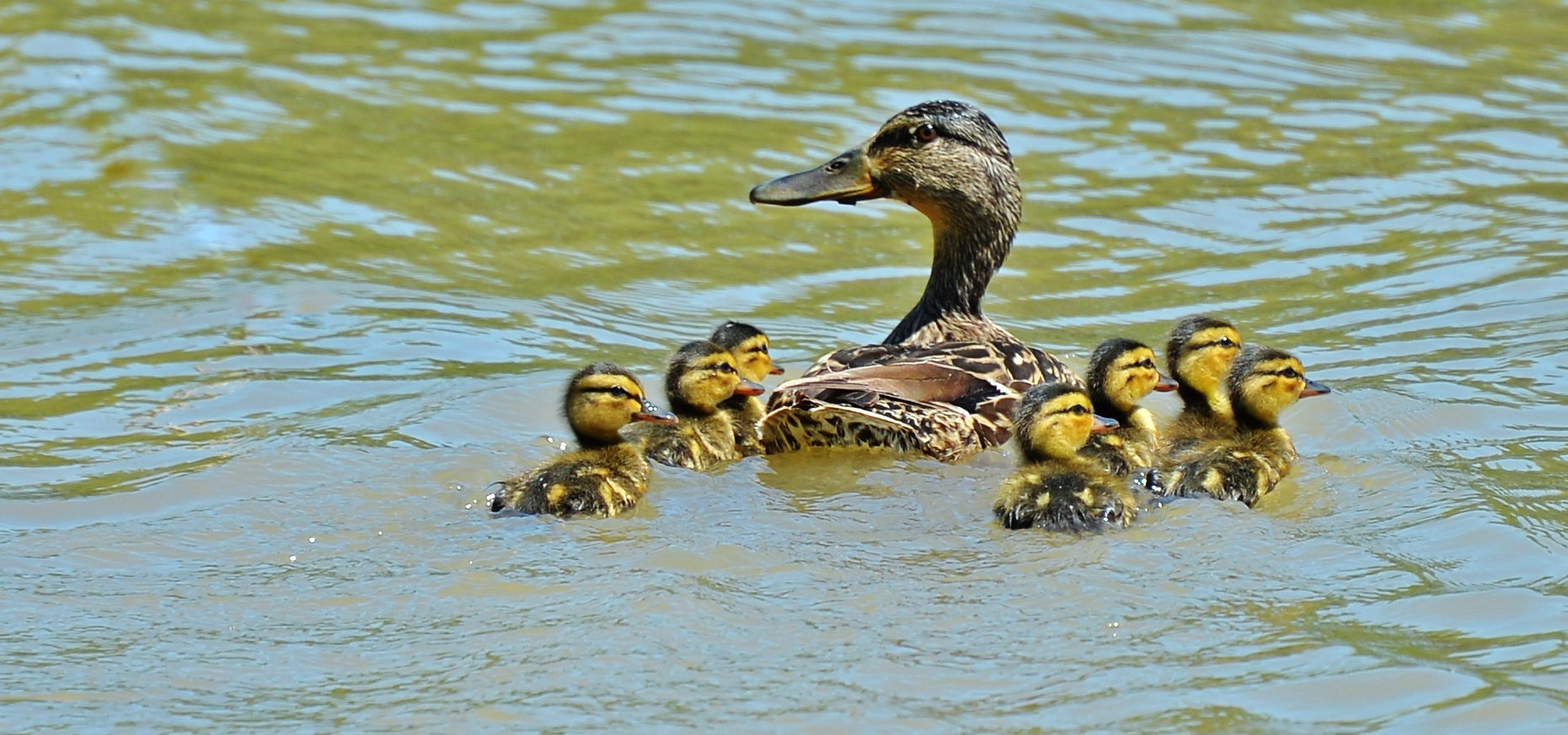
Качине сімейство плаває

Крижень відноситься до виводкових птахів. Забарвлення пухового пташеня на спині темно-оливкове, з двома парами жовтувато-білих плям у задній частині крила та з обох боків попереку. Черево сіро-жовте, яке потім набуває жовто-палевих тонів. Щоки є швидше рудуватими. Від верхньої частини дзьоба через око до потилиці проходить темна вузька смужка, в області вуха є темна пляма. Лапи та дзьоб оливково-сірого кольору, останній з рожевим кігтиком. Молоді птахи, що оперилися, дуже схожі на дорослу самицю, але мають нечіткі плями, які утворюють поздовжні смуги вздовж тіла. Самці відрізняються наявністю хвилястого візерунка на деяких покривних другорядних махових пер, в області ліктьового згину, у самок в цьому місці неправильні або поперечні бурі плями або смужки.
Вага щойно вилуплених пташенят варіює в межах від 25 до 38 г. Обсихання пташеня триває дві-три години. Виводок залишає гніздо приблизно через 12–16 годин після вилуплення першого пташеня. До цієї миті пташенята вже здатні пересуватися сушею, плавати і пірнати. Пірнають пташенята добре і постійно користуються цим прийомом, рятуючись від хижаків.
Вдень каченята збираються під кущами або в чагарниках рослинності на березі, іноді на відстані до 50 м від води. Молоді пташенята часто гріються біля самиці під її крилами і розпушеним оперенням грудей. У перші дні після вилуплення вони проводять час біля матері не рідше ніж раз на дві години.
Пташенята годуються самостійно. Спочатку вони живляться лише дрібними комахами і павуками, не звертаючи уваги на нерухомі предмети. При цьому вони скльовують корм переважно з рослин або один з одного, і лише пізніше починають збирати його з поверхні землі та води. Їжа пташенят на 83,4 % складається з тваринних кормів, з яких 35 % за обсягом складають личинки бабок, що вилазять на надводні частини рослин, 8 % м'якуни та 15 % планктонні рачки.
Перший час пташенята бадьорі тільки у світлий час доби, потім починають годуватися і ввечері. Повністю на вечірній режим годівлі пташенята переходять, коли у них розвиваються рогові пластинки на дзьобі і вони набувають здатності добувати собі корм за допомогою проціджування.
З перших днів пташенята впізнають одне одного і відганяють пташенят, що приєднуються до них, з інших виводків. Так само робить і самка. Голос пухових пташенят — високий і дзвінкий писк: самочки видають двоскладовий свист, самці — односкладовий. У віці близько п'яти тижнів самки починають крякати. Пташенята ростуть швидко — у віці 10 днів важать близько 100 г, 20 днів — 320 г, 30 днів — 550—600 г, під 60 днів — близько 800—900 г.
Приблизно на 23-ій день життя у пташенят починає розвиватися контурне і махове пір'я. На 28-ий день груди і черево вже покриті пір'ям, а ще через 10 днів неопереними залишаються лише задня сторона шиї, частина спини і боки тіла, прикриті крилами. Приблизно в 50-денному віці пташенята починають уже злітати, а до 56–60 днів повністю встають на крило.
Пташенята залишаються з матір'ю 7–8 тижнів. До цього часу багато виводків вже розпадаються або об'єднуються в осінні зграї.

## Біологія та екологія
Крижень живе переважно на прісних водах, особливо водостоях і зарослих очеретами, травою, хоча під час прольоту і взимку тримається й у морі біля берегів. Тримається поодинці, парами та зграями на воді або біля води. Політ швидкий, дуже галасливий. Помахи крил супроводжуються частими дзвінкими звуками «вить-вить-вить-вить», за якими крижня можна відрізнити, навіть не бачачи птаха, що летить. У птаха, що летить, чітко виділяються білі смужки на крилі, що оздоблюють дзеркало. З води піднімається відносно легко.
Це обережний птах, який швидко літає. Пірнає тільки у разі небезпеки, здатен пропливти під водою десятки метрів. Суходолом ходить перевалюючись, але при пораненні спроможен швидко бігати. Вдень ховається, а вночі випливає на відкриті місця і робить перельоти на місця годівлі.

### Живлення

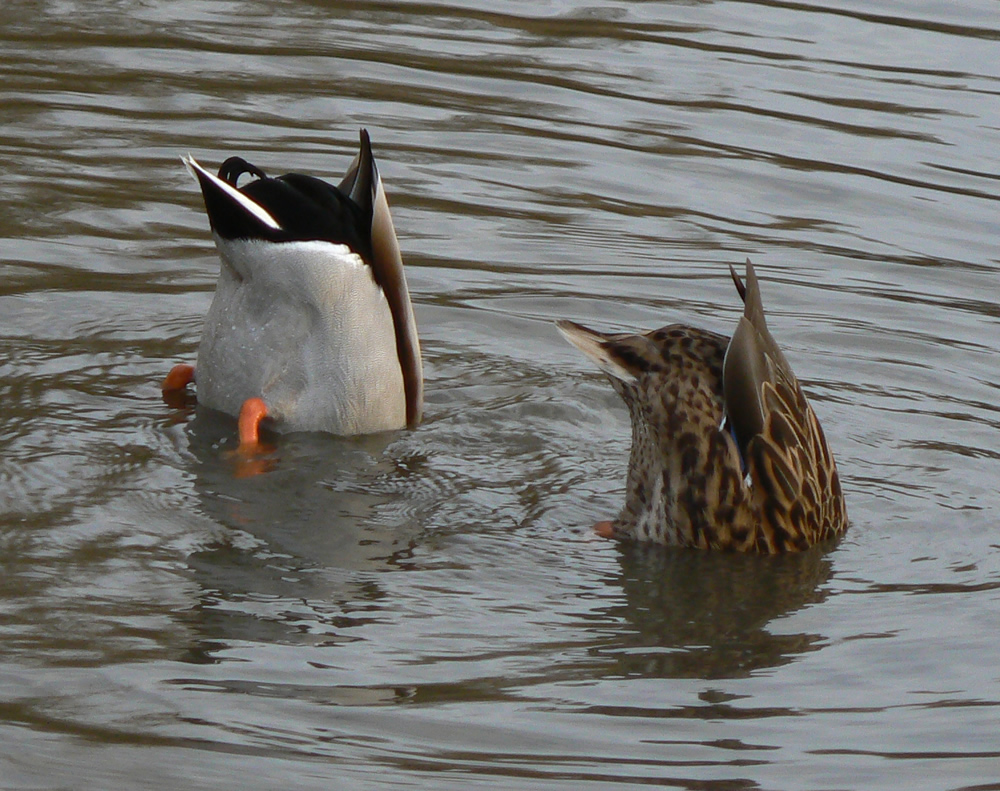
Відштовхуючись обома лапами, крижні занурюються в воду у пошуках корму

У виборі кормів є дуже пластичним, легко пристосовується до місцевих умов. Годується мілководдями, відціджуючи через рогові пластини дзьоба дрібні водні тварини і рослини, як-то дрібні безхребетні, комахи, м'якуни, дрібна риба, ракоподібні, пуголовки, навіть жаби, що стосується тварин, та ряска, кушир тощо — щодо рослин відповідно. 2016 року на водосховищі Трей-Апе в південно-західній Румунії орнітологами було зареєстровано факт поїдання самицею підлітка чорної горихвістки і спроби її ж молодняку з'їсти підлітка гірської плиски. Причинами подібної, невластивої крижням, харчової поведінки могло послужити поїдання розводжуваною рибою личинок комах і брак білкової їжі в раціоні качок.
Часто крижень встає у воді насторч, хвостом вгору, намагаючись дотягтися рослин, що ростуть на дні водойми. Годується найчастіше на мілководді до 30–35 см завглибшки, де добуває їжу із дна, перевертаючись при цьому вертикально вниз головою, але не пірнаючи.
Ранньою весною, коли водойми ще вкриті кригою, крижні тримаються на ополонках. Основу раціону за цей час становлять перезимовані зелені частини водних рослин. Узимку у живлення крижня різко скорочується кількість тваринних кормів. У першій половині зими вони годуються переважно пагонами водних рослин і насінням.
Наприкінці липня й у серпні у середній смузі, а на півдні в вересні, рослинні корми починають переважати над тваринними. Велике значення набувають утворені до цього часу зимуючі частини рослин: бульби різних видів стрілиці (Sagittaria), плодики рдесника гребенястого (Potamogeton pectinatus), бруньки жабурника звичайного (Hydrocharis morsus-ranae), а деінде і пухирника звичайного (Utricularia vulgaris). Наприкінці серпня і восени крижні охоче літають годуватися до хлібних полів. На них птиці збирають опалі зерна злаків — пшениці, жита, вівса і проса, на Далекому Сході також рису, які і складають місцями істотну частину їхнього кормового раціону. Вилітаючи з вечора, вони проводять на полях усю ніч, повертаючись до водойм тільки під світанок.
На міських ставках й інших штучних водоймах крижні бувають дуже численними, повністю звикаючи до людей і цілком поводячись як свійська птиця, та живуть, передусім, за рахунок підгодовування.

### Линяння

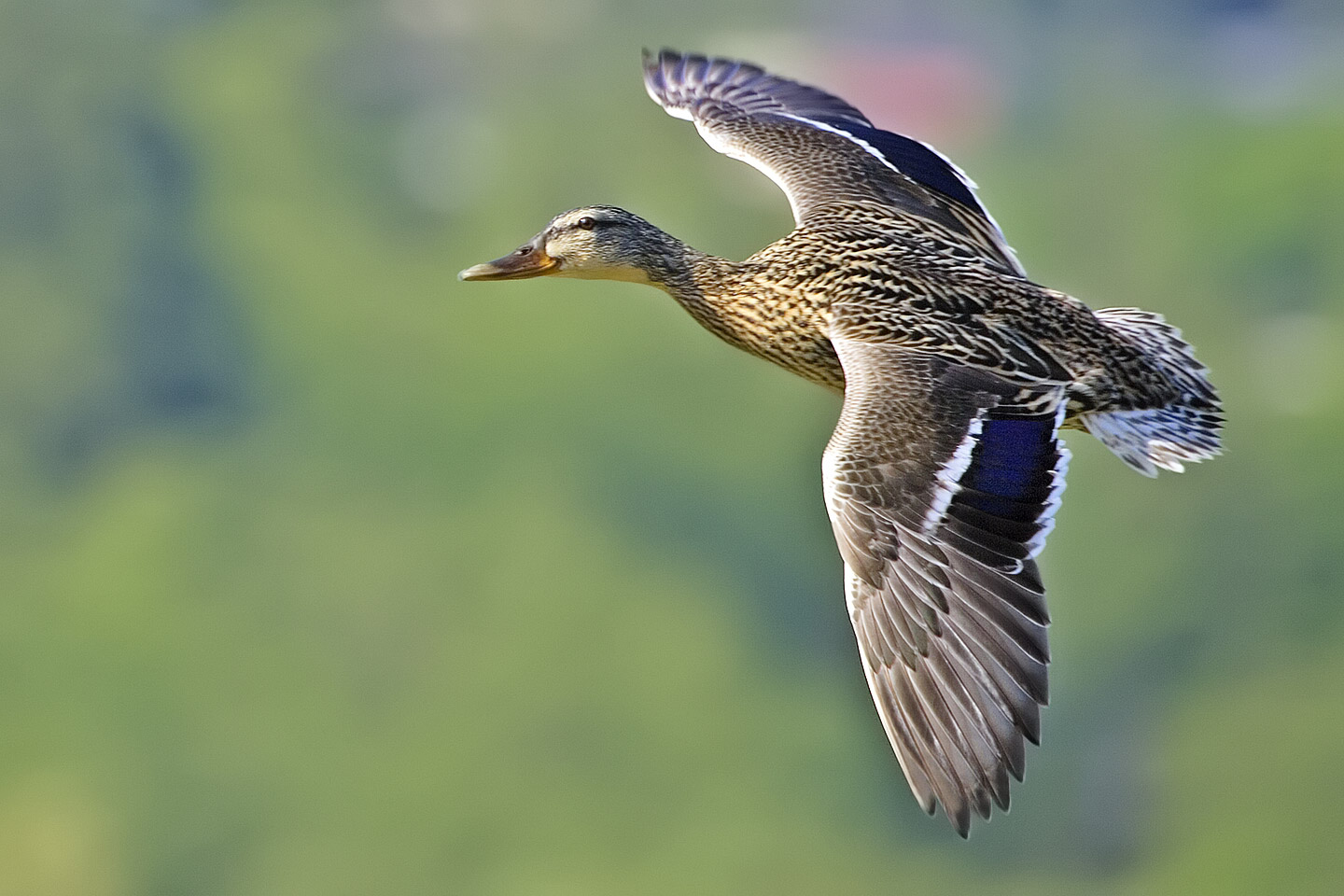
Самка у польоті

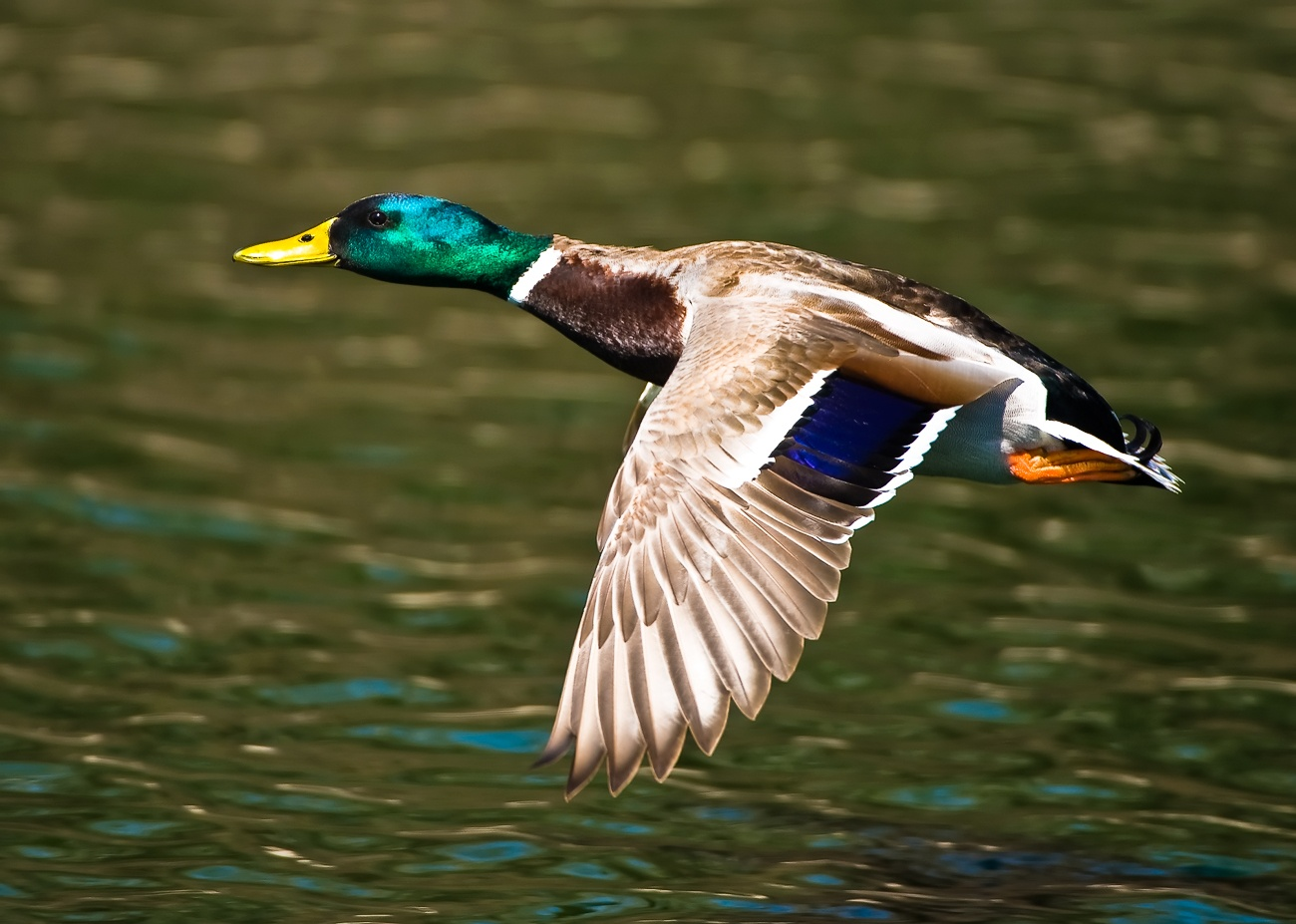
Качур у польоті

Для крижнів притаманні дві сезонні линьки: повна після закінчення періоду розмноження і часткова перед його початком. Повна зміна оперення починається у самців відтоді, коли самки починають насиджувати яйця, а у самок — коли виводки піднімаються на крило. Самиці без пари починають линяти одночасно з качурами, а потім до них приєднуються деякі качки, що втратили кладки. Самиці з виводками линяють пізніше в місцях гніздування.
Більшість качурів з кінця травня збивається в одностатеві зграйки і відлітає на линяння, інша частина залишається линяти в місцях гніздування. В Росії місця, де відбуваються масові скупчення птахів на линьку, знаходяться переважно у степовій і лісостеповій зонах: від дельти Волги, через степи середньої течії Уралу, Ілека і Зауральські степові озера. В Україні таких місцевостей не помічено Також у Європі великі линні скупчення відзначено в Матсалуській затоці в Естонії, уздовж узбережжя Нідерландів, на Боденському озері в Центральній Європі.
Послідовність зміни оперення така: першими випадають закручені кермові пера селезнів. Потім — контурне пір'я, після котрого з'являються пеньки нового оперення на шиї, грудях, черевці, голові та підхвості. Потім випадає пір'я з верхньої частини спини, слідом за ним — випадання махового пір'я. Коли виростають пеньки нових махових, випадають верхні і нижні покривні пір'їни крил. Коли нові покривні крил вже утворюють «дзеркало», линяння голови і нижньої половини тіла майже повністю закінчується. Доростає махове пір'я, внаслідок чого качка знову отримує здатність до польоту. Закінчується линяння оновленням пір'я спини та рульового. Зміна останніх починається на перших рівнях линяння і розтягується на тривалий строк. Загальна тривалість линяння близько двох місяців. Час, протягом якого птах втрачає здатність до польоту внаслідок випадання махових пер, триває у крижня 20–25 днів, тим часом як строк зростання і повного розгортання цього пір'я займає 30–35 днів. День линяючі птахи проводять у чагарниках водної рослинності, а ввечері випливають годуватися на ділянки відкритої води.

### Природні вороги
Велике число яєць крижнів гине внаслідок розорення гнізд хижаками. Найістотнішої шкоди завдають лисиця і єнотоподібний собака, крук й очеретяний лунь.
На дорослих птахів і каченят полюють хижі птахи: сіра ворона, яструб великий, орлан-білохвіст, лунь очеретяний, великі мартини, соколи, орли, пугачі, сороки, а також хижі ссавці — лисиці, єнотовидні собаки, лісові коти, видри, норки, скунси, куниці, та деякі плазуни і навіть великі риби.

### Захворювання

#### Інфекційні захворювання

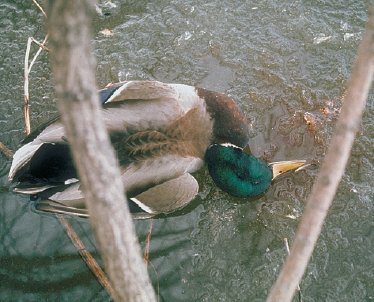
Качур крижня, загиблий від класичної чуми птахів

- Пташиний грип, або класична чума птахів, — гострозаразна вірусна хвороба птахів, що проявляється ураженням органів травлення, дихання, високою летальністю. Спалахи європейської чуми птахів регулярно відбувалися на початку XX століття в країнах Європи, Африки та Азії. Збудником є РНК-вмістний вірус Influenza virus A, що відноситься до родини Orthomyxoviridae. Різні штами вірусу можуть викликати від 10 до 100 % загибелі серед хворих птахів. Шлях зараження — повітряно-крапельний. Фактори передачі вірусу — тушки птахів, яйця, перо, як в інкубаційний період, так і від клінічно хворого птаху. В диких популяціях птахів, на відміну від домашніх, відзначається висока стійкість до вірусу грипу.

Хворі птахи стоять з опущеною головою і закритими очима, пір'я скуйовджене, ніздрі заклеєні ексудатом. Дихання хрипке, прискорене, температура тіла 43–44 °C. Спостерігається також діарея, послід забарвлений у коричнево-зелений колір, неврози, судоми.
Перехворілий птах набуває напруженого імунітету лише проти гомологичного підтипу вірусу.
- Чума качок, або вірусний ентерит, — інфекційна хвороба з високою контагіозністю, явищами геморагічного діатезу і діареєю. Збудником є герпесвірус. При надгострому перебігу загибель птаху настає через 18–24 години після початку хвороби[32].
- Нейссеріоз — інфекційне захворювання, що проявляється почервонінням слизової оболонки клоаки з утворенням фібринозних шолудів, кривавих ерозій, у качурів проявляється склерозним запаленням пеніса з викривленням і випадінням його з клоаки. Збудником є диплокок з роду Neisseria. Протікає у вигляді епізоотії, а також спорадичних випадків[32].
- Парвовіроз, або хвороба Дерчі. Збудник — парвовіруси (Parvoviridae). Птахи стають млявими, відстають у рості, відзначається випадання пір'я спини і крил.

#### Паразитарні захворювання
- Дерманісіоз — обумовлений паразитуванням гамазових кліщів з роду Dermanyssus, проявляється занепокоєнням, виснаженням і нерідко загибеллю птахів[32].
- Еймеріоз, або кокцидоз, — протозойне захворювання, що протікає у вигляді епізоотії, що проявляється ураженням слизової оболонки і кишковика, і нирок. Збудником є еймерії — одноклітинні найпростіші, ендогенна стадія життєвого циклу яких, протікає в організмі і закінчується утворенням ооцист, а екзогенна — у зовнішньому середовищі[32].
- Гістомоноз — інвазивне захворювання, що викликається гістомонадою і проявляється гнійно-некротичним запаленням кишечника, вогнищевими ураженням печінки і підшлункової залози[32].
- Трихомоноз — захворювання, спричинене найпростішими з роду джгутикових — трихомонадами, і проявляється ураженням різних відділів кишковика і печінки. Хворі птахи зазвичай сидять, нахохлившись і розпустивши крила, відмовляються від корму, багато і часто п'ють. Хвороба закінчується паралічем кінцівок і загибеллю птахів на 2–7-ий день від початку хвороби[32].
- Простогонімоз — гельмінтоз, викликаний різними видами трематод, які паразитують в яйцепроводі і фабрицієвій сумці птахів. Зараження відбувається при поїданні бабок або їхніх личинок, інвазованих метацеркаріями. Проміжним господарем є м'якуни, а додатковим — бабки. Захворювання носить сезонний характер і спостерігається з травня по липень[32].
- Ехіностоматидоз — гельмінтоз, який спричиняють трематоди з родини Echinostomatidae, що паразитують у кишках птахів. Проміжні господарі — м'якуни, додаткові — жаби[32].
- Капіляріоз — гельмінтоз, спричинений капіляридами, які паразитують в роті, стравоході, волі й тонкому кишечнику. При ураженні вола і стравоходу, у птахів спостерігаються труднощі при ковтанні їжі[32].
- Саркоцистоз — протозойная інвазія, що викликається саркоспоридіями роду Sarcocystis. У заражених птахів на поверхні м'яса і в його глибині розташовуються довгасті білі включення — цисти, заповнені трофозоїтами[32].

На качках також паразитує качиний пухоїд (Trinotum luridum), що досягає довжини 4–5 мм. Серед гельмінтів — Trichobilharzia ocellata (родина Schistosomatidae), що збуджує церкаріоз (маріти паразитують у кровоносній системі); шистосоміди — Bilharziella polonika, Dendtritobilharzia pulvezulenta, маріти трематод роду Cotylurus.

## Крижень і людина

### Господарське значення
Більшою частиною свого ареалу крижень є одним з основних предметів спортивного, а місцями — промислового полювання. Чиста вага м'ясної тушки крижня становить 69 % від живої ваги у качура і 65 % — у качки, що становить для періоду промислу 835 і 730 грамів.
Відвідуючи восени поля пшениці, жита, вівса, проса, посіви рису, нерідко завдають їм істотної шкоди на ділянках, розташованих поблизу від водойм. Поряд з цим вони приносять користь, знищуючи шкідників із числа прямокрилих і масовим поїданням насіння бур'янів.

### Полювання
У сучасних умовах крижень є одним з основних і поширених предметів спортивного і промислового полювання. Останнє відноситься до області озерного лісостепу, дельт південних річок і районів зимівель. Його питома вага по відношенню до інших видів пернатої дичини становить понад 50 %.

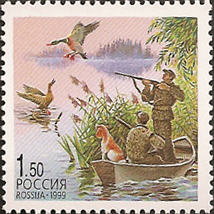
Поштова марка Росії із зображенням полювання на крижнів (1999)

Згідно закону України «Про мисливське господарство та полювання», на всіх дозволених для відстрілу місцевих і перелітних птахів, включаючи крижня, полювання дозволяється з другої суботи серпня по грудень включно. Полювання на водоплавну дичину нагоном з моторних човнів категорично заборонено як особливо винищувальне, що належить до браконьєрських. Полювання на самців крижня дозволяється в усіх областях України та Автономній Республіці Крим. Днями полювання є середа, субота і неділя та полювання проводиться тільки з підсадними
качками («вабики»), а норма добування одним мисливцем за день полювання не має перевищувати 3 голів.
Полювання зі псами
Для полювання на качок часто застосовують псів різних порід: спанієлі, лайки, гончаки, англійські лягаві, шотландський сетер. Полювання на качок із собакою відбувається переважно вранці та ввечері. Намагаючись триматися проти вітру, мисливець іде уздовж берега водойми або чагарниками водної рослинності, а собака, обшукуючи попереду зарослі місця, піднімає качок «на крило». Спанієль при зльоті крижня подає голос, попереджаючи господаря. Після пострілу і падіння крижня собака розшукує вбитого птаха або ловить підбитого, і приносить здобич господареві.
Полювання з підходу
Якщо мисливець без собаки, то часто може використовувати спосіб полювання з підходу. При цьому мисливець самостійно полохає занишклих крижнів, піднімаючи їх на крило, і стріляє по ним.
Полювання з підсадними, опудалами і профілями
Зазвичай починається з початком осені і переважно відбувається на ранкових і вечірніх зорях. При цьому виді полювання на воді висаджують опудала або профілі качок, часто разом з підсадною качкою, яка своїм криком привертає увагу диких качок. Часто на полюванні з опудалами і підсадними мисливці мають при собі різні вабики, щоб кликати качок поблизу, якщо замовкнуть підсадні.
Полювання на прольоті
Цей спосіб полювання — це стріляння качок на осінньому прольоті.
Зазвичай вона починається наприкінці вересня і триває до перших чисел листопада. На шляхах прольоту будуються курені і скрадки, садять опудала і підсадні качки, багато мисливців стріляють качок із засідки чи з підходу, а також на човні, що, однак, заборонено.

### Одомашнення
Дикий крижень є родоначальником свійської качки і її різноманітних порід, виведених шляхом селекції, крім тих, які є похідними від мускусної качки.
Час первісного приручення крижня і початок розведення його в домашньому стані невідомі. В Китаї качок розводять з незапам'ятних часів; їх розводили також стародавні греки і римляни. Нині багато домашніх порід зберегли забарвлення оперення диких крижнів.
Існують спостереження, що вже після третього покоління у крижнів, які виховуються в неволі, стають помітними деякі зміни, властиві домашній качці — збільшення розмірів тіла, незграбність ходи, зміна кольору деяких махових пір'їн, розширення білого нашийника у качура тощо. Усі відомі наразі породи домашніх качок по анатомічним ознакам нічим істотним не відрізняються від крижнів і можуть схрещуватися між собою, даючи плідне потомство. Дикі крижні дуже легко піддаються одомашненю і донині. Нерідкими є випадки, коли дикі качури живуть у парі зі свійськими підсадними качками.

### Дикі крижні в містах
У великих містах на незамерзних водоймах утворилися популяції зимуючих диких крижнів, які отримують прикорм від людей. Ці популяції зростають за рахунок природного розмноження і не відлітають на зимівлю. Взимку «міським» крижням не вистачає природного корму навіть якщо річка замерзає лише у берега. Тому взимку «міські» крижні потребують прикорму з боку людей. Влітку природного корму досить і крижні прикорму не потребують, хоча за звичкою тримаються біля місць прикорму. «Міські» крижні приносять користь, очищаючи водойми від ряски і личинок комарів.

### Охорона
У Європі живуть до 8 мільйонів крижнів, у Північній Америці — 17–18 мільйонів, а в Новій Зеландії понад 5 мільйонів цих птахів. Окрім того крижень, як й інші водоплавні птахи, страждає через господарське та рекреаційне освоєння берегових зон, забруднення водойм, випалювання очеретів. Крижень перебуває під захистом Бернської та Боннської конвенцій, а також Угоди про охорону афро-євразійських мігруючих водоплавних птахів.